# ملک‌مطیعی
ملک‌مطیعی یک نام خانوادگی‌ست.
افراد سرشناس با این نام از این قرارند:
- ناصر ملک‌مطیعی، بازیگر
- کیومرث ملک‌مطیعی، بازیگر
  - کامران ملک‌مطیعی، بازیگر